# Сиверсен, Оле Фредрик
О́ле Фре́дрик Си́версен (норв. Ole Fredrik Syversen; род. 16 декабря 1971, Фредрикстад, Эстфолл) — норвежский кёрлингист на колясках.
В составе сборной Норвегии участник зимних Паралимпийских игр 2018 и 2022 годов. Двукратный чемпион мира.
Играет на позициях третьего и второго.

## Достижения
- Зимние Паралимпийские игры: серебро (2018).
- Чемпионат мира по кёрлингу на колясках: золото (2017), серебро (2016).

## Команды
| Сезон   | Четвёртый       | Третий               | Второй               | Первый             | Запасной                                    | Турниры             |
| ------- | --------------- | -------------------- | -------------------- | ------------------ | ------------------------------------------- | ------------------- |
| 2012—13 | Руне Лорентсен  | Йостен Стордаль      | Сиссель Локен        | Терье Рафдаль      | Оле Фредрик Сиверсен                        | ЧМК 2013 (10 место) |
| 2014—15 | Руне Лорентсен  | Йостен Стордаль      | Оле Фредрик Сиверсен | Сиссель Локен      | Gina Kristin Brøndbo тренер: Per Andreassen | ЧМК 2015 (10 место) |
| 2015—16 | Руне Лорентсен  | Йостен Стордаль      | Оле Фредрик Сиверсен | Сиссель Локен      | Jan-Erik Hansen тренер: Per Andreassen      | ЧМК 2016            |
| 2016—17 | Руне Лорентсен  | Йостен Стордаль      | Оле Фредрик Сиверсен | Сиссель Локен      | Рикке Иверсен тренер: Петер Дальман         | ЧМК 2017            |
| 2017—18 | Руне Лорентсен  | Йостен Стордаль      | Оле Фредрик Сиверсен | Сиссель Локен      | Рикке Иверсен тренер: Петер Дальман         | ЗПИ 2018            |
| 2018—19 | Руне Лорентсен  | Йостен Стордаль      | Оле Фредрик Сиверсен | Сиссель Локен      | Рикке Иверсен тренер: Петер Дальман         | ЧМК 2019 (4 место)  |
| 2019—20 | Йостен Стордаль | Оле Фредрик Сиверсен | Гейр Арне Скогстад   | Сиссель Локен      | Рикке Иверсен тренер: Петер Дальман         | ЧМК 2020 (5 место)  |
| 2020—21 | Йостен Стордаль | Оле Фредрик Сиверсен | Гейр Арне Скогстад   | Сиссель Локен      | Миа Свеберг тренер: Петер Дальман           | ЧМК 2021 (7 место)  |
| 2021—22 | Йостен Стордаль | Оле Фредрик Сиверсен | Гейр Арне Скогстад   | Сиссель Локен      | Миа Свеберг тренер: Петер Дальман           | ЗПИ 2022 (7 место)  |
| 2022—23 | Йостен Стордаль | Оле Фредрик Сиверсен | Гейр Арне Скогстад   | Миа Ларсен Свеберг | Ingrid Djupskaas тренер: Петер Дальман      | ЧМК 2023 (7 место)  |
| 2023—24 | Йостен Стордаль | Гейр Арне Скогстад   | Оле Фредрик Сиверсен | Миа Ларсен Свеберг | Ingrid Djupskaas тренер: Петер Дальман      | ЧМК 2024            |
| 2024—25 | Йостен Стордаль | Гейр Арне Скогстад   | Оле Фредрик Сиверсен | Миа Ларсен Свеберг | Ingrid Djupskaas тренер: Петер Дальман      | ЧМК 2025 (6 место)  |

(скипы выделены полужирным шрифтом)